# Phyllis Curott

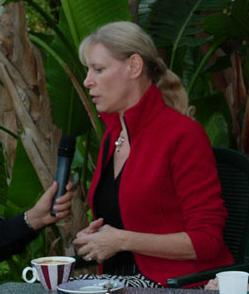
Phyllis Curott in Palermo

Phyllis W. Curott (* 8. Februar 1954) mit Hexenname Aradia ist eine US-amerikanische Wicca-Priesterin, Rechtsanwältin und Buch-Autorin.

## Biographie
Curott wuchs in Lynbrook, Long Island in USA auf. Ihre Eltern waren agnostisch-atheistische, sozialliberale Intellektuelle, die sie ermutigten, ihre eigenen Entscheidungen über die Theologie zu treffen. Ihr Vater, der bereits mit zwölf Jahren zur See fuhr, war Gewerkschaftsfunktionär, während ihre Mutter, die aus einer wohlhabenden und gebildeten Familie kam, sich in der Bürgerrechtsbewegung für die Gleichberechtigung der Rassen in den Vereinigten Staaten einsetzte.
Curott machte den Bachelor-Abschluss im Fach Philosophie an der Brown University, bevor sie den Doktor in Jura an der New York University School of Law ablegte.

## Karriere und Film
Nach Abschluss ihres Jurastudiums arbeitete Curott in Washington, DC als Lobbyist für Ralph Nader. Nach ihrer Rückkehr nach New York City praktizierte Curott in Arbeitsrecht, Medienrecht und Immobilienrecht. Darüber hinaus ist sie ein ausgesprochene Verfechter der Religionsfreiheit von Wiccans und anderen religiösen
Minderheiten. Sie erlangte das Recht als Wiccapriesterin, legal verbindliche Hochzeiten und Rituale in öffentlichen Parks durchzuführen.
Curott produzierte mehrere unabhängige Filme, darunter "New Year’s Day" unter der Regie von Henry Jaglom. “New Year’s Day” wurde als US-Beitrag zum Filmfestival in Venedig 1989 ausgewählt. Außerdem spielte Curott 1992 die Rolle einer Journalistin im US-Film „Venice Venice“.

## Religiöse und vermittelnde Arbeit
Nach dem Jurastudium, als Curott eine Rockband namens The Dates managte, befreundete sie sich mit einer anderen Managerin, die Curott in Wicca einführte. 1981 wurde Curott in Wicca initiiert und erhielt den Hexennamen Aradia.
Curott ist eine Wicca-Hohepriesterin sowie Gründerin und Präsidentin des Tempels von Ara, eine der ältesten Wicca-Gemeinden in Amerika. Curott ist Alterspräsidentin des Covenant of the Goddess (COG). Sie ist häufig auch als Gast-Geistliche in der Unitarian Universalist Church und in der Kathedrale von St. John the Divine in New York City aufgetreten. Curott hat Vorträge am Learning Annex in New York sowie bei Neopagan- und interreligiöse Veranstaltungen gehalten. Während ihrer Zeit als Präsidentin des COG war Curott Mittelpunkt zweier Kontroversen im Parlament der Weltreligionen in Chicago 1993. Die Delegationen der Griechisch-Orthodoxen und der Russisch-Orthodoxen boykottierten das Parlament der Weltreligionen, weil Curott als Rednerin auftreten durfte. Eine Anfrage von COG zur Genehmigung einer Ritualveranstaltung im Grant Park wurde von der Chicago Parkverwaltung zunächst abgelehnt. Nachdem aber der Erzbischof Joseph Cardinal Bernadin von Chicago live im Fernsehen um das Recht der Wicca für Rituale in öffentlichen Parks stritt, revidierte die Parkverwaltung ihre Ablehnung und Currot konnte einen Ritus zu Ehren der Mutter Erde im Grant Park durchführen.
Als eine globale, religionsübergreifende Aktivistin befürwortet Curott die Spiritualität der Frauen und umweltbewusste Religionen. Sie hat hierzu im Parlament der Weltreligionen 1993, 2004 und 2009 als Hauptrednerin zusammen mit dem Dalai Lama gesprochen. Sie ist Beraterin des Rates für das Parlament der Weltreligionen und arbeitet im Exekutivkomitee. November 2012 wurde Curott einstimmig zur Vizevorsitzenden des Parlaments der Weltreligionen für das Jahr 2013 gewählt. Curott war auch
als Mitglied der Versammlung der Weltreligionsführer und als Geistlicher Beirat des „Network of Spiritual Progressives“ tätig. 1999 beteiligte sich Curott an der Harvard
University am Pluralismus Projekt „Konsultation über religiöse Diskriminierung und Verständigung“.
Als Mitglied des NGO-Komitees der Vereinten Nationen über die Rechtsstellung der Frau nahm Curott bei der Planung des Pekinger Forum zum Status von Frauen teil und bearbeitete das Thema Religion und die Stellung der Frau. Sie hat als Vizevorsitzende des Parlaments der Weltreligionen auch die Women’s Task Force eingerichtet. Sie wurde vom Magazin Jane als eine der zehn mutigsten Frauen geehrt.

## Bibliographie
Curott ist Autorin von drei Büchern über moderne Hexerei und Göttin-Spiritualität. Curott beschrieb in ihren Memoiren "Buch der Schatten" die Chronik ihrer Einführung in die moderne Hexerei durch die Initiation als Wiccapriesterin, in dem Bemühen, falsche Vorstellungen über Hexen zu vertreiben. Ihre Arbeiten wurden
übersetzt ins Spanische, Italienische, Niederländische, Deutsche und Türkische.
- 1998 – Book of Shadows (biography)|Book of Shadows: A Modern Woman's Journey into the Wisdom of Witchcraft and the Magic of the Goddess (Broadway Books) ISBN 0-7679-0054-5
- 2001 – WitchCrafting: A Spiritual Guide to Making Magic (Broadway Books) ISBN 0-7679-0825-2
- 2004 – The Love Spell: An Erotic Memoir of Spiritual Awakening (Gotham Books/Penguin) ISBN 1-59240-097-3

## Beiträge
- 1995 – Sourcebook of the World's Religions: an Interfaith Guide to Religion and Spirituality edited by Joel Diederik Beversluis (Sourcebook Project) ISBN 0-9637897-1-6, ISBN 978-0-9637897-1-6
- 1995 – People of the Earth: The New Pagans Speak Out (reissued as: Being a Pagan: Druids, Wiccans, and Witches Today) by Ellen Evert Hopman & Lawrence Bond (Inner Traditions) ISBN 0-89281-559-0, ISBN 978-0-89281-559-3
- 2002 – Wiccan Wisdom Keepers: Modern Day Witches Speak on Environmentalism, Feminism, Motherhood, Wiccan Lore, and More by Sally Griffyn (Samuel Weiser) ISBN 1578632579, ISBN 978-1578632572
- 2004 – Pop! Goes the Witch: The Disinformation Guide to 21st Century Witchcraft by Fiona Horne (contributor) (The Disinformation Company) ISBN 0-9729529-5-0, ISBN 978-0-9729529-5-8
- 2005 – Cakes and Ale for the Pagan Soul: Spells, Recipes, and Reflections from Neopagan Elders and Teachers by Patricia Telesco (Crossing Press) ISBN 1-58091-164-1, ISBN 978-1-58091-164-1
- 2012- Women, Spirituality, and Transformative Leadership: Where Grace Meets Power edited by Kathe Shaaf et al. (SkyLight Paths Publishing) ISBN 978-1-59473-313-0